# Hidrokortizon butirat
Hydrocortisone butyrate je kortikosteroid koji je dostupan u sledećim oblicima:
- Hidrokortizon 17-butirat -
- Hidrokortizon 21-butirat -

On je u grupi IV kortikosteroida po SAD klasifikaciji. 

## Literatura
- Clayden, Jonathan; Greeves, Nick; Warren, Stuart; Wothers, Peter (2001). Organic Chemistry (I изд.). Oxford University Press. ISBN 978-0-19-850346-0.
- Smith, Michael B.; March, Jerry (2007). Advanced Organic Chemistry: Reactions, Mechanisms, and Structure (6th изд.). New York: Wiley-Interscience. ISBN 0-471-72091-7.
- Katritzky A.R.; Pozharskii A.F. (2000). Handbook of Heterocyclic Chemistry (Second изд.). Academic Press. ISBN 0080429882.

## Spoljašnje veze
- D07AB02